# بيلاميس (محول طاقة الأمواج)
كان محول طاقة الموجات بيلاميس Pelamis Wave Energy Converter هو تقنية تستخدم حركة أمواج سطح المحيط لتوليد الكهرباء. كانت الآلة تتكون من أقسام متصلة، تتحرك وتنحني عند مرور الأمواج؛ وهذه الحركة هي التي تستخدم لتوليد الكهرباء.
قامت شركة Pelamis Wave Power الاسكتلندية (التي كانت تُعرف سابقًا باسم Ocean Power Delivery والتي لم تعد موجودة الآن) بتطويره، وأصبح Pelamis أول آلة أمواج بحرية تولد الكهرباء إلى شبكة توزيع الكهرباء، عند توصيلها لأول مرة بشبكة المملكة المتحدة في عام 2004. بعد ذلك، قامت شركة Pelamis Wave Power ببناء واختبار خمس آلات من نوع Pelamis إضافية: ثلاث آلات من الجيل الأول P1، والتي جرى اختبارها في مزرعة قبالة سواحل البرتغال في عام 2009، وآلتين من الجيل الثاني، Pelamis P2، جرى اختبارهما قبالة أوركني بين عامي 2010 و2014.
في نوفمبر 2014، نُقلت الملكية الفكرية من الشركة إلى هيئة حكومية اسكتلندية باسم Wave Energy Scotland.

## مبدأ التشغيل
كان بيلاميس هو محول طاقة موجية مخففة. حيث تتجاوب الآلة مع انحناء الأمواج (شكلها) وليس مع ارتفاع الموجة. ونظرًا لأن الموجات لا يمكنها الوصول إلا إلى انحناء معين قبل أن تنكسر بشكل طبيعي، فإن هذا يحد من نطاق الحركة التي يجب أن تتحرك خلالها الآلة ولكنه يحافظ على حركة كبيرة عند المفاصل في الموجات الصغيرة.
كانت آلة بيلاميس هي محول طاقة موجي بحري، يعمل في أعماق مائية أكبر من 50 متر. تتكون الآلة من سلسلة من المقاطع الأسطوانية شبه المغمورة المرتبطة بروابط مفصلية. عندما تمر الموجات على طول الماكينة، تتحرك المقاطع بالنسبة لبعضها البعض. الحركة التي تُسببها الموجة في تلك المقاطع يُقاومها اسطوانات هيدروليكية تقوم بضخ زيت الضغط العالي في المحركات الهيدروليكية عبر مراكم هيدروليكي للتنعيم. يقوم المحرك الهيدروليكي بتشغيل مولد كهربائي لإنتاج الكهرباء. تُنقل الكهرباء من جميع المفاصل من أسفل عبر أسلاك umbilical cable إلى وصلة على قاع البحر. يمكن توصيل العديد من الأجهزة وربطها بالشاطئ من خلال كابل واحد على قاع البحر.

## تاريخ التطوير

### نموذج أولي لآلة Pelamis

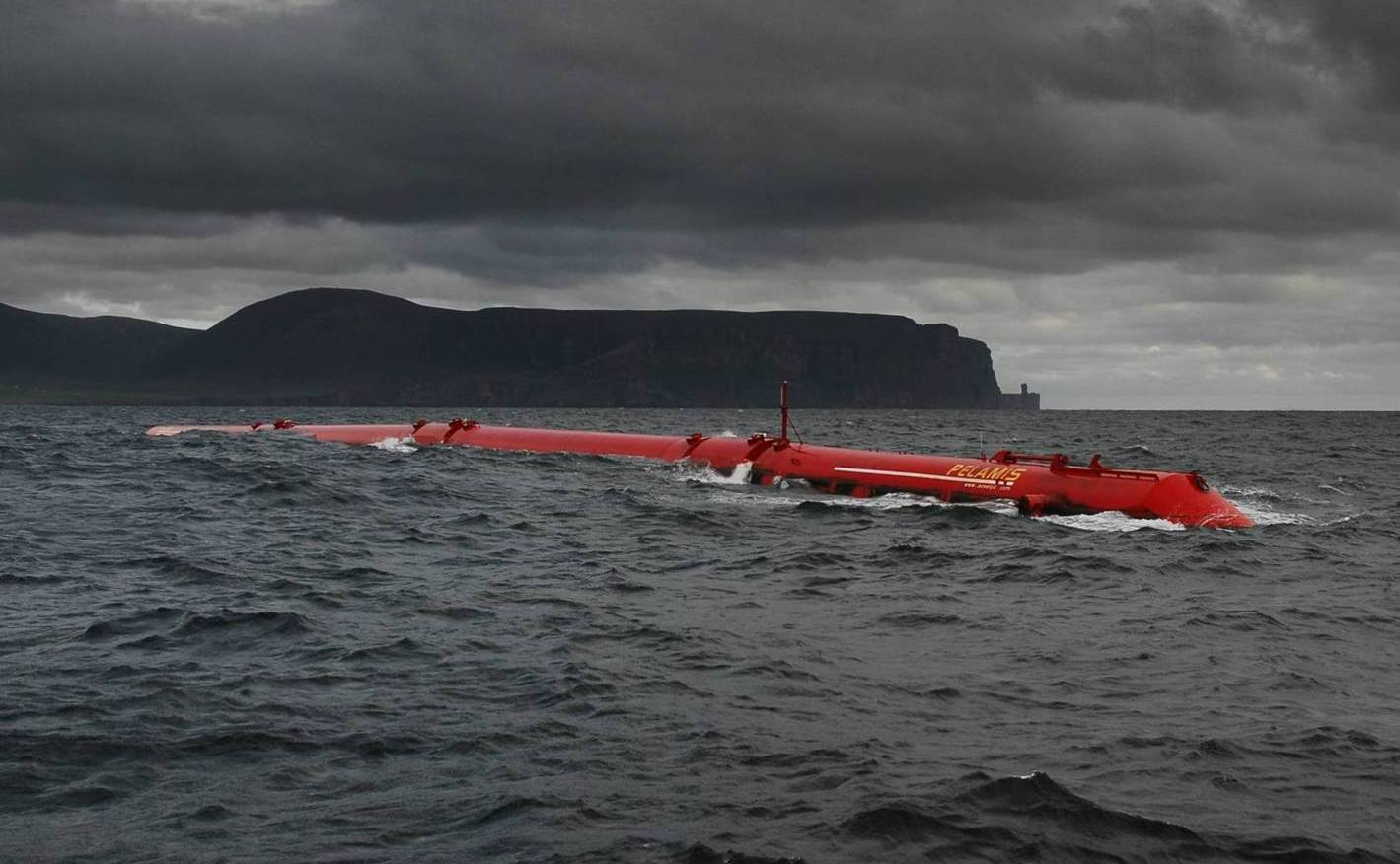
نموذج أولي لآلة Pelamis في المركز الأوروبي للطاقة البحرية EMEC، أوركني، اسكتلندا، 2007

قامت شركة Pelamis Wave Power باختبار أول نموذج أولي بالحجم الكامل في موقع اختبار الأمواج Billia Croo في المركز الأوروبي للطاقة البحرية (EMEC) في أوركني باسكتلندا بين عامي 2004 و2007. صُنفت الآلة على أنها تُنتج 750 كيلوواط، كانت أول آلة طاقة أمواج بحرية في العالم لتوليد الكهرباء وربطها بالشبكة.
كان النموذج الأولي بطول 120 متر (390 قدم)، وبلغ قطره 3.5 متر (11 قدم). كان يحتوي على أربعة مقاطع أنبوبية متصلة بثلاث وحدات تحويل طاقة.

### مزرعة أمواج أغوكادورا
في عام 2008، قامت شركة Pelamis باختبار ثلاثة محولات لطاقة الأمواج من الجيل الأول من طراز P1 في مزرعة أغوكادورا Aguçadoura Wave Farm. تقع تلك المزرعة قبالة الساحل الشمالي الغربي للبرتغال بالقرب من بوفوا دي فارزيم، وتبلغ طاقتها الإنتاجية 2.25 ميجاواط، وكانت أول مشروع لتوليد الطاقة الموجية متعدد الآلات في العالم. كان تمويل المشروع جزئيًا يعتمد على شركة المرافق البرتغالية Enersis، والتي كانت مملوكة في ذلك الوقت لشركة الاستثمار العالمية الأسترالية بابكوك آند براون Babcock &amp; Brown. بدأت المزرعة في توليد الكهرباء لأول مرة في يوليو 2008 ولكنها توقفت في نوفمبر 2008 بسبب الصعوبات المالية الذي واجهت شركة بابكوك آند براون.

### اختبار P2 Pelamis في EMEC
كان تصميم آلة P2 Pelamis هو الجيل الثاني من آلات Pelamis الذي طورته شركة Pelamis Wave Power. بلغ طول آلة Pelamis P2 قرابة 180 مترًا، وبلغ قطرها 4 مترًا، في حين كان وزنها 1350 طنًا. كان التصميم يتكون من خمسة مقاطع أنبوبية وأربع وصلات مرنة، وهو أطول وأكثر سمكًا من تصميم P1 السابق.
في عام 2010، بدأت شركة Pelamis Wave Power اختبارات أول جهاز Pelamis P2، مرة أخرى في موقع اختبار الموجات التابع للمركز الأوروبي للطاقة البحرية EMEC Billia Croo. كانت الآلة مملوكة لشركة المرافق الألمانية إي.أون E.ON ، وكانت أول عقد توريد تجاري للمملكة المتحدة في قطاع الطاقة البحرية. سُميت الآلة P2-001 باسم Vágr Atferð، وهو اسم باللغة النوردية القديمة يشير إلى قوة الموجة.
في مارس 2010، أعلنت شركة Pelamis Wave Power عن طلب ثانٍ لآلة P2، من شركة ScottishPower Renewables، وهي جزء من شركة Iberdrola Renovables. جرى تركيب هذه الآلة الثانية لأول مرة في المركز الأوروبي للطاقة البحرية EMEC في مايو 2012. وأعلنت شركتا المرافق العامة أنهما ستعملان معًا للمشاركة والتعاون في اختبار تقنية P2 Pelamis.
عندما لم يجري اختبار الآلات في موقع اختبار Billa Croo، جرت صيانتها في ميناء Lyness على جزيرة هوي Hoy، أوركني. وجرى تحديث الرصيف الذهبي في لينيس في الفترة من 2010-2011 لاستضافة مشاريع الطاقة المتجددة.
بعد تفكك الشركة، استحوذ ت شركة Wave Energy Scotland على جهاز P2-001، بعد أن أكمل أكثر من 15 ألف ساعة من التشغيل. توقف تشغيل الجهاز في أبريل 2016 وبِيع إلى مجلس جزر أوركني مقابل جنيه إسترليني واحد. كذلك فقد بِيع الجهاز الآخر، P2-002، إلى المركز الأوروبي للطاقة البحرية لاستخدامه كمنصة اختبار.

### مشاريع كانت في طور التطوير سابقًا
أعلنت شركة إي.أون E.ON وشركة ScottishPower Renewables عن خطط لبناء مشاريع أكبر باستخدام آلات Pelamis في المياه قبالة الساحل الغربي لجزر أوركني. فازت الشركتان في عام 2010 بعقود إيجار من شركة Crown Estate، التي تمتلك قاع البحر حول المملكة المتحدة، لمشاريع تصل إلى 50 ميجاواط. كانت "جولة تأجير خليج بنتلاند ومياه أوركني" أول ممارسة تجارية لتأجير طاقة الأمواج والمد والجزر على مستوى العالم.

## أصل الكلمة
كلمة Pelamis platurus هو ثعبان بحري ذو بطن أصفر يعيش في المياه الاستوائية وشبه الاستوائية. يفضل المياه الساحلية الضحلة. وجاءت التسمية بسبب الشكل الذي يظهر عند حركة المقاطع الأنبوبية للآلة مع حركة الأمواج.

## هايلونج 1
هايلونج (تنين) 1 Hailong (Dragon) هي آلة صينية لتوليد الطاقة الموجية، يُقال إنها نسخة طبق الأصل تقريبًا من بيلاميس، وقد بدأت اختباراتها في عام 2015 في بحر الصين الجنوبي. وقد ذُكر أنه جرى إنشاؤها استنادًا إلى سرقة الملكية الفكرية من Pelamis خلال عملية سرقة عام 2011.

## التخلص منها
في يوليو 2023، طلب مجلس جزيرة أوركني عطاءات للتخلص من آلة بيلاميس 2. حيث نُشر النص التالي: "يدعوكم مجلس جزر أوركني (OIC) إلى تقديم مقترح لتولي ملكية وإزالة والتخلص من محول طاقة الأمواج المعروف باسم Pelamis P2، وهو محول طاقة الأمواج الذي استُخدم لالتقاط طاقة الأمواج من البحر في المياه قبالة البحر في أوركني، وقد انتقلت ملكيته إلى مجلس جزيرة أوركني في عام 2017. وهو الآن موجود في مراسي قبالة رصيف لينيس، هوي، أوركني".
وأضاف الإعلان أنه: "في تاريخ متفق عليه والذي يجب أن يكون في غضون 7 أيام من توقيع قبول الاتفاقية، يتولى المقاول ملكية "بيلاميس"، وتصبح مسؤولية صيانة وأمن "بيلاميس" مسؤولية المقاول. ويجب على المقاول أن يكون لديه التأمينات ذات الصلة والمناسبة في وقت تغيير الملكية".
إضافة إلى أنه: "يجب أن يكون لدى المقاول خيار إزالة Pelamis عن طريق البحر لتفكيكها أو التخلص منها في منشأة إعادة تدوير منظمة ومعتمدة أو تفكيك Pelamis في Lyness Wharf وإزالة المكونات عن طريق البر أو عن طريق النقل البحري المناسب والتخلص منها في منشأة إعادة تدوير منظمة ومعتمدة".
كذلك فقد عرض الإعلان فرصة إذا رغب المقاول في إعادة استخدام بيلاميس لأي غرض آخر، فيجب شرح ذلك بالتفصيل الكامل بما في ذلك طريقة الحفاظ والأمن وحماية البيئة.

## معرض الصور

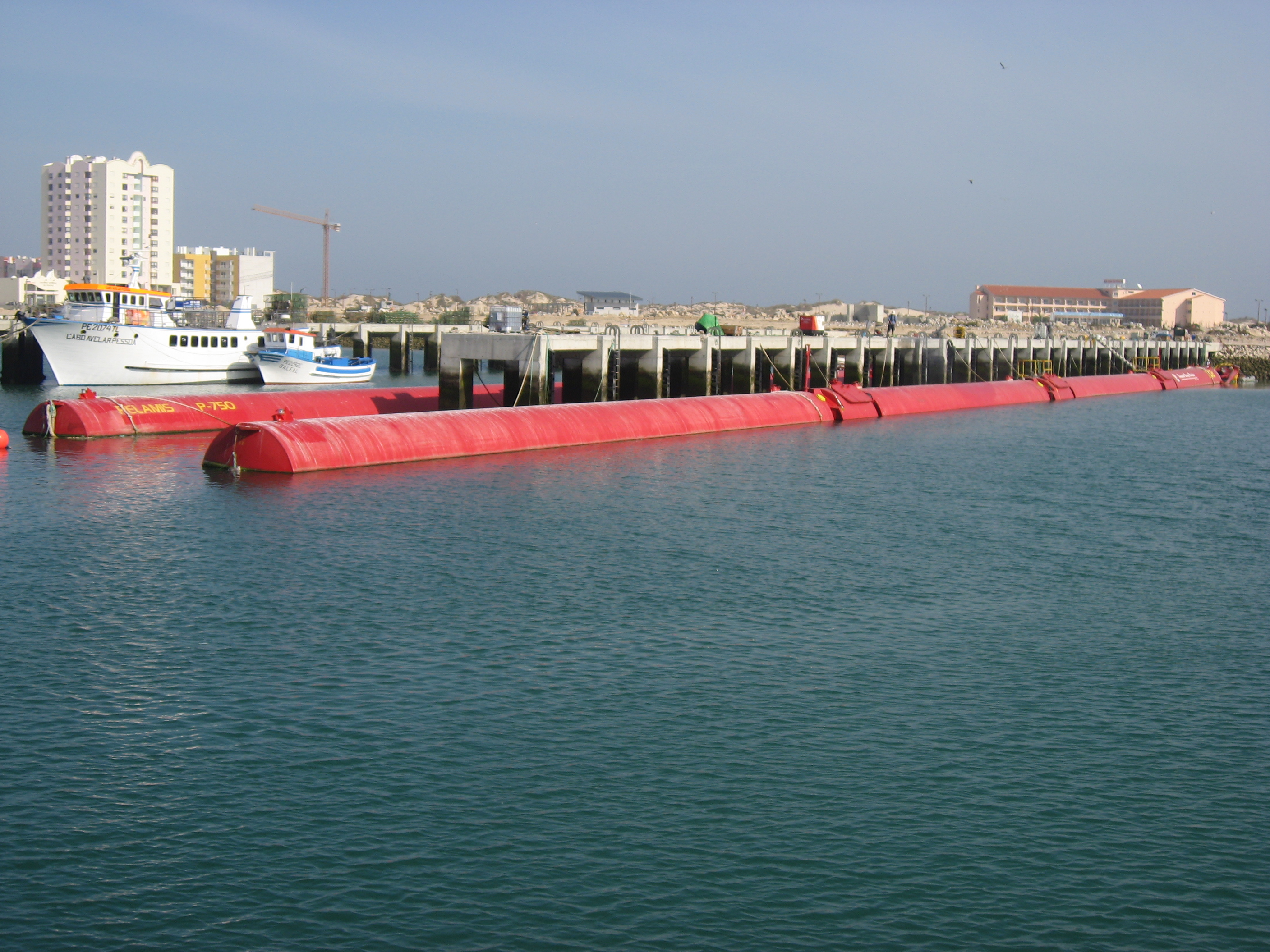
2 من 3 آلات Pelamis في ميناء بينيشي ، البرتغال .
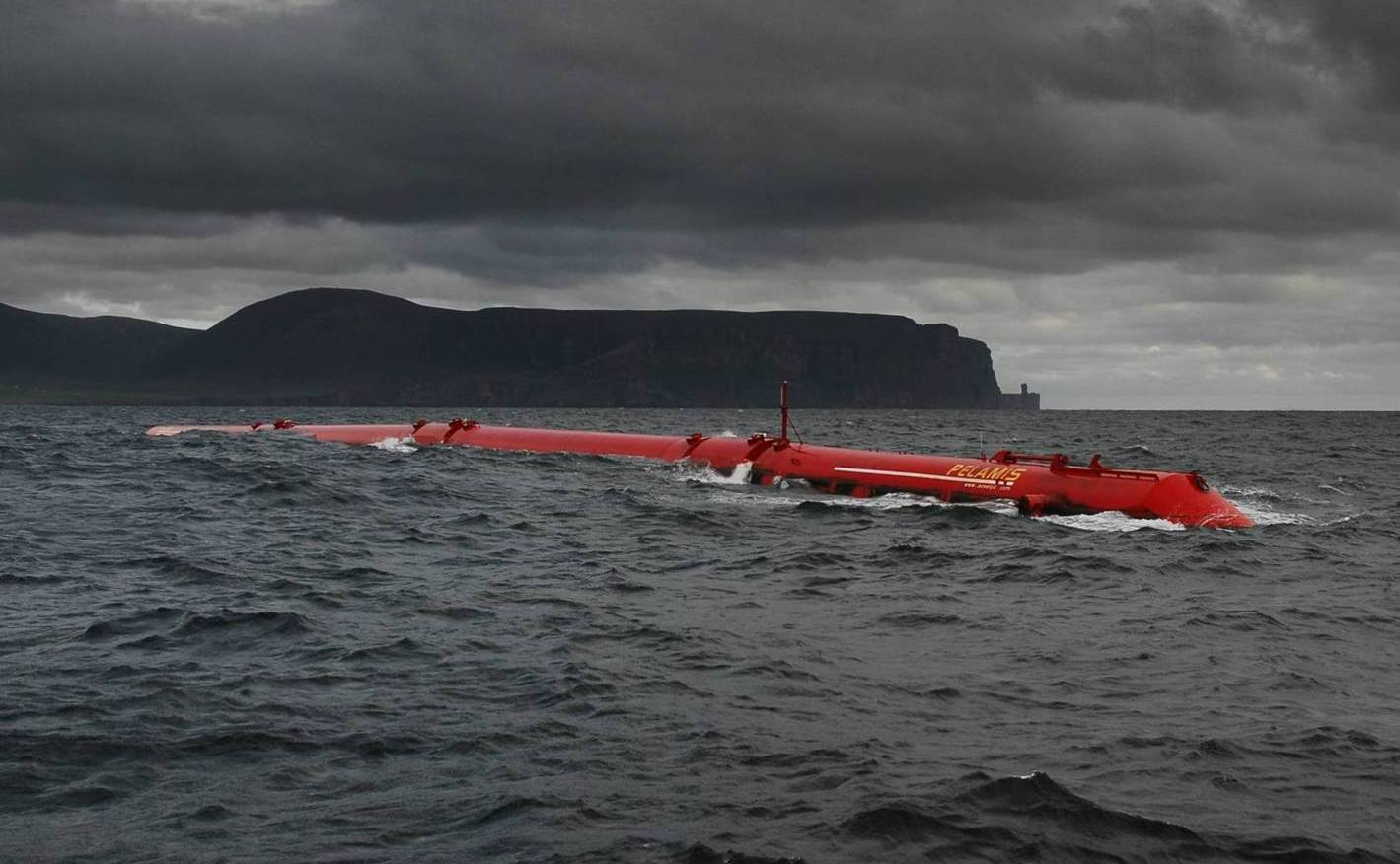
نموذج أولي لآلة Pelamis في EMEC.
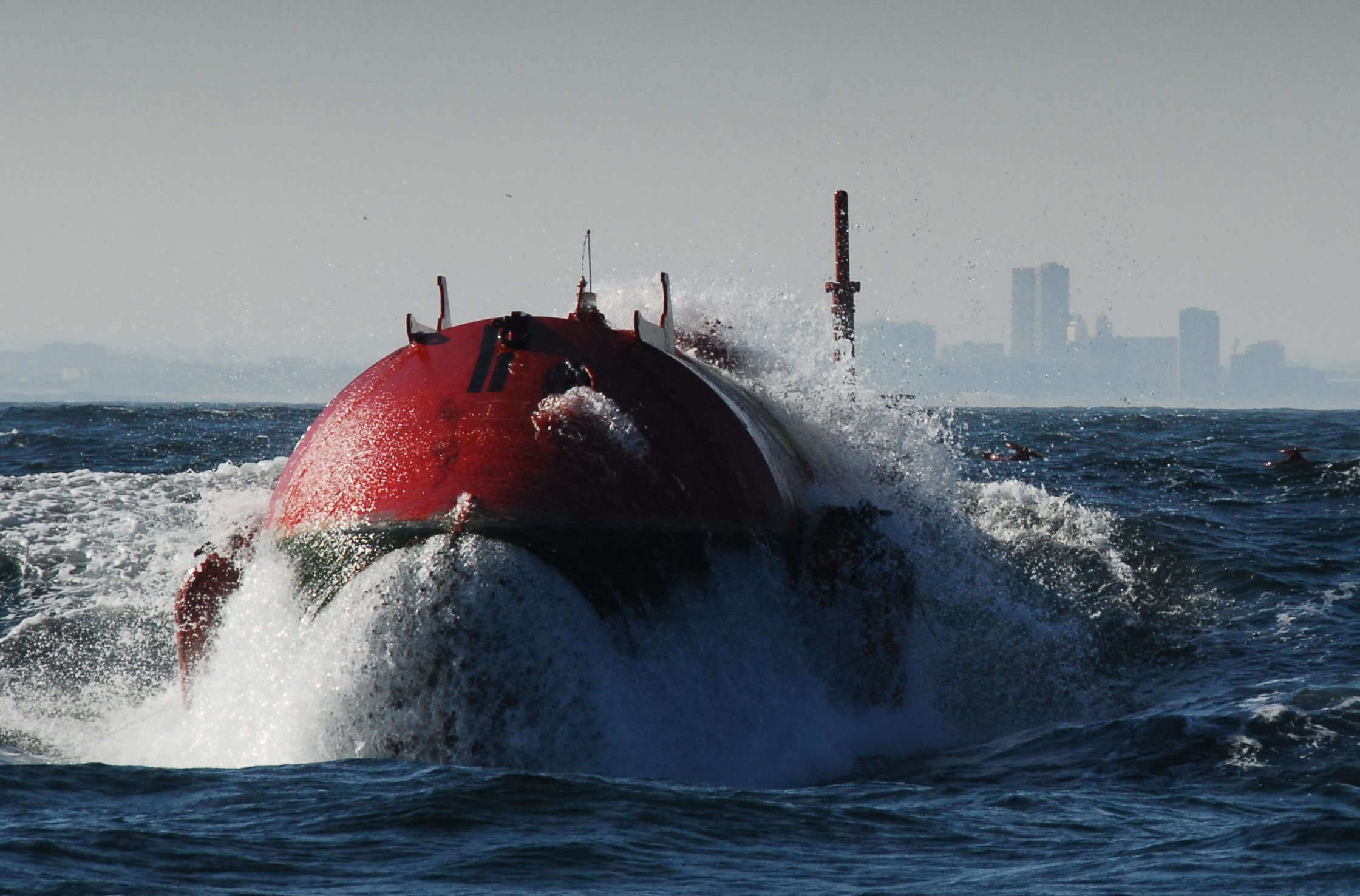
الجزء الأمامي من آلة Pelamis تندفع عبر موجة في منتزه Aguçadoura Wave Park
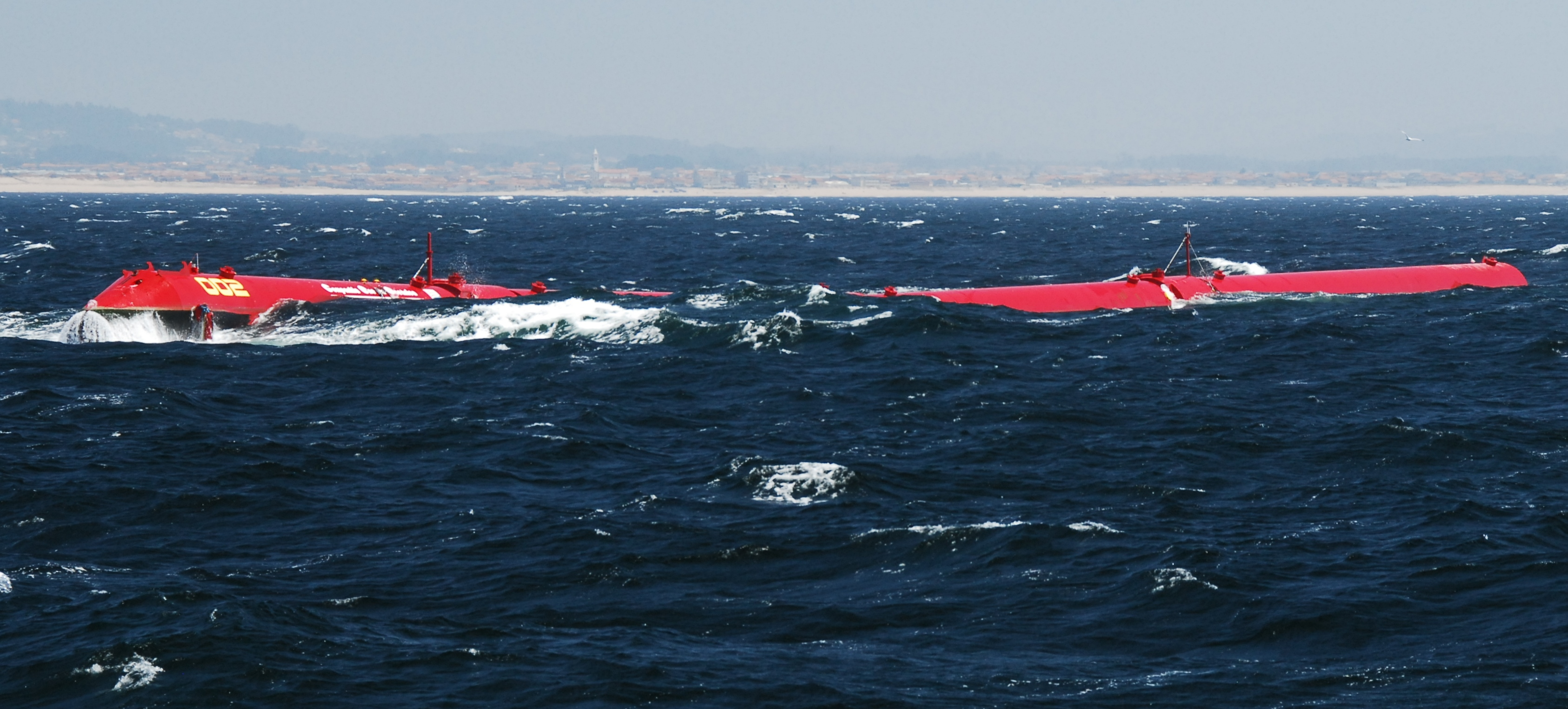
1 من 3 آلات Pelamis في مزرعة Aguçadoura Wave

## روابط خارجية
- طاقة الموجة ايجير
- مركز اختبار الطاقة البحرية الأوروبي
- موقع تكنولوجيا الطاقة
- حصلت شركة Pelamis على طلبية طاقة الأمواج من شركة E.on
- فيديو بيلاميس في أغوكادورا